# Каламица (Кавала)
Каламѝца (на гръцки: Καλαμίτσα) е южен квартал на македонския град Кавала, Гърция.

## География
Кварталът е разположен на морския бряг в източното подножие на Люти рид (Символо) и е най-южният квартал на града. На запад е едноименният плаж Каламица, а залива - остров Каламици.

## История
Каламица фигурира в преброяването от 1928 година с 13 души, от които 10 бежанци. По-късно е слят с Кавала.
| Година    | 1913 | 1920 | 1928 | 1940 | 1951 | 1961 | 1971 | 1981 | 1991 | 2001 | 2011 | 2021 |
| --------- | ---- | ---- | ---- | ---- | ---- | ---- | ---- | ---- | ---- | ---- | ---- | ---- |
| Население |      |      | 13   |      |      |      |      |      |      |      |      |      |